# Hualqui
Hualqui este un oraș din regiunea Biobío, Chile. Suprafața totală este de 531 km². Comuna avea o populație totală de 20.660 locuitori (2002).